# Tiger Tyson (Kitesurfer)
Tiger Peter Cyril Tyson (geb. 8. Mai 2002 in Auckland, Neuseeland) ist ein antiguanischer Kitesurfer. Er wurde in Neuseeland geboren, tritt aber für Antigua und Barbuda international an.

## Erfolge
Bei den Olympischen Jugend-Sommerspielen 2018 in Buenos Aires erreichte Tyson Platz sieben und war bei der Eröffnung auch der Fahnenträger. Er gewann Silber bei den Panamerikanischen Spielen 2023 in Santiago de Chile.
Bei den Olympischen Sommerspielen 2024 kam er auf Platz 17. Im Ranking der Formula Kite der International Kiteboarding Association wurde er im September 2024 auf Platz 18 geführt.

## Familie
Tyson wurde in Neuseeland geboren. Seine Familie kam nach Antigua und Barbuda, als er zwei Jahre alt war. Er begann mit dem Kitesurfing im Alter von 7 Jahren.